# Стенли куп челенџ ера
У периоду од 1893. до 1914. године Стенли куп је био "челенџ куп" или куп изазивача у Канади и често се додељивао и више пута у току године (1908. је додељен чак пет пута). Куп је додељиван што шампионима канадских аматерских лига на крају регуларне сезоне, што изазивачима, тимовима из других лига који су договарали мечеве са актуелним шампионима. Клуб је држао титулу све док не изгуби трофеј од другог клуба из своје лиге или док не буде изазван и поражен од стране шампиона неке друге лиге, у мечу или серији мечева. Није постојао дефинисан формат и све је било подређено договору два клуба.
Пре 1912. године мечеви за куп су били играни у било које доба године, у зависности од услова за играње на отвореном, и често се дешавало да исти клуб одбрани трофеј и више пута у току исте године. 1912. одлучено је да се куп брани само једном на крају године, када се заврши регуларна сезона у лиги у којој игра актуелни шампион купа.
С обзиром да није постојао дефинисан плејоф формат, шампион лиге је одлучиван стањем на табели; а када би више клубова делило прво место, били су организовани додатни мечеви или серије како би се одредио победник лиге и освајач трофеја. Ове лигашке титуле су у историји бројане заједно са трофејима освојеним у дуелима изазивача из различитих лига.
Овај период у историји хокеја назива се челенџ ера (ера изазивача).

## Шампиони

### Освајачи купа према лигашкој табели
У наредној табели налазе се сви освајачи Стенли купа у сезонама за време челенџ ере. Сезоне нису имале званичне датуме почетка и краја пошто су утакмице игране на природном леду па је време одржавања сезоне зависило од зимских услова. Такмичење је обично почињало почетком календарске године а завршавало се у првим данима марта.
| Сеѕона    | Освајач титуле на крају сезоне | Бранилац титуле             |
| --------- | ------------------------------ | --------------------------- |
| 1893/94   | Монтреал ХК (АХАЦ)             |                             |
| 1894/95   | Монтреал викторијаси (АХАЦ)    | Монтреал ХК (АХАЦ)          |
| 1895/96   | Винипег викторијаси (МХА)      |                             |
| 1896/97   | Монтреал викторијаси (АХАЦ)    |                             |
| 1897/98   | Монтреал викторијаси (АХАЦ)    |                             |
| 1898/99   | Монтреал шамрокси (ЦАХЛ)       | Монтреал викторијаси (ЦАХЛ) |
| 1899/1900 | Монтреал шамрокси (ЦАХЛ)       |                             |
| 1900/01   | Винипег викторијаси (МХА)      |                             |
| 1901/02   | Монтреал ХК (ЦАХЛ)             | Винипег викторијаси (МХА)   |
| 1902/03   | Отава ХК (ЦАХЛ)                | Монтреал ХК (ЦАХЛ)          |
| 1903/04   | Отава ХК                       |                             |
| 1904/05   | Отава ХК (ФАХЛ)                |                             |
| 1905/06   | Монтреал вондерерси (ЕЦАХА)    | Отава ХК (ЕЦАХА)            |
| 1906/07   | Монтреал вондерерси (ЕЦАХА)    | Кенора Тистлеси (МПХЛ)      |
| 1907/08   | Монтреал вондерерси (ЕЦАХА)    |                             |
| 1908/09   | Отава ХК (ЕЦАХА)               | Монтреал вондерерси (ЕЦАХА) |
| 1909/10   | Монтреал вондерерси (НХА)      | Отава ХК (ЦХА/НХА)          |
| 1910/11   | Отава ХК (НХА)                 |                             |
| 1911/12   | Квебек булдогси (НХА)          |                             |
| 1912/13   | Квебек булдогси (НХА)          |                             |
| 1913/14   | Торонто блуширтси (НХА)        |                             |

### Сви освајачи купа у току календарске године
У табели се налазе сви освајачи Стенли купа по календарској години за време челенџ ере. Годишње одржавање Стенли куп такмичења почело је тек од 1915. године. До тада је често био случај да се исте године трофеј додели и више пута (1908. је додељен рекордних пет пута).
| Година | Број освајача | Клубови који су освојили куп у текућој години |
| ------ | ------------- | --------------------------------------------- |
| 1893   | 1             | Монтреал ХК (9. март)                         |
| 1894   | 1             | Монтреал ХК (22. март)                        |
| 1895   | 2             | Монтреал викторијаси (6. март)                |
| 1895   | 2             | Монтреал ХК (9. март)                         |
| 1896   | 3             | Винипег викторијаси (14. фебруар)             |
| 1896   | 3             | Винипег викторијаси (29. фебруар)             |
| 1896   | 3             | Монтреал викторијаси (30. децембар)           |
| 1897   | 2             | Монтреал викторијаси (27. фебруар)            |
| 1897   | 2             | Монтреал викторијаси (27. децембар)           |
| 1898   | 1             | Монтреал викторијаси (19. фебруар)            |
| 1899   | 3             | Монтреал викторијаси (18. фебруар)            |
| 1899   | 3             | Монтреал шамрокси (4. март)                   |
| 1899   | 3             | Монтреал шамрокси (14. март)                  |
| 1900   | 3             | Монтреал шамрокси (15. фебруар)               |
| 1900   | 3             | Монтреал шамрокси (1. март)                   |
| 1900   | 3             | Монтреал шамрокси (7. март)                   |
| 1901   | 2             | Винипег викторијаси (31. јануар)              |
| 1901   | 2             | Винипег викторијаси (19. фебруар)             |
| 1902   | 2             | Винипег викторијаси (23. јануар)              |
| 1902   | 2             | Монтреал ХК (17. март)                        |
| 1903   | 3             | Монтреал ХК (4. фебруар)                      |
| 1903   | 3             | Отава ХК (10. март)                           |
| 1903   | 3             | Отава ХК (14. март)                           |
| 1904   | 4             | Отава ХК (4. јануар)                          |
| 1904   | 4             | Отава ХК (25. фебруар)                        |
| 1904   | 4             | Отава ХК (2. март)                            |
| 1904   | 4             | Отава ХК (11. март)                           |
| 1905   | 3             | Отава ХК (16. јануар)                         |
| 1905   | 3             | Отава ХК (3. март)                            |
| 1905   | 3             | Отава ХК (9. март)                            |
| 1906   | 4             | Отава ХК (28. март)                           |
| 1906   | 4             | Отава ХК (8. март)                            |
| 1906   | 4             | Монтреал вондерерси (17. март)                |
| 1906   | 4             | Монтреал вондерерси (29. децембар)            |
| 1907   | 3             | Кенора тистлеси (23. јануар)                  |
| 1907   | 3             | Кенора тистлеси (18. март)                    |
| 1907   | 3             | Монтреал вондерерси (25. март)                |
| 1908   | 5             | Монтреал вондерерси (13. јануар)              |
| 1908   | 5             | Монтреал вондерерси (7. март)                 |
| 1908   | 5             | Монтреал вондерерси (12. март)                |
| 1908   | 5             | Монтреал вондерерси (14. март)                |
| 1908   | 5             | Монтреал вондерерси (30. децембар)            |
| 1909   | 1             | Отава ХК (6. март)                            |
| 1910   | 4             | Отава ХК (7. јануар)                          |
| 1910   | 4             | Отава ХК (20. јануар)                         |
| 1910   | 4             | Монтреал вондерерси (9. март)                 |
| 1910   | 4             | Монтреал вондерерси (12. март)                |
| 1911   | 3             | Отава ХК (10. март)                           |
| 1911   | 3             | Отава ХК (13. март)                           |
| 1911   | 3             | Отава ХК (16. март)                           |
| 1912   | 2             | Квебек булдогси (5. март)                     |
| 1912   | 2             | Квебек булдогси (13. март)                    |
| 1913   | 2             | Квебек булдогси (5. март)                     |
| 1913   | 2             | Квебек булдогси (10. март)                    |
| 1914   | 2             | Торонто блуширтси (11. март)                  |
| 1914   | 2             | Торонто блуширтси (19. март)                  |

## Све утакмице
| Датум              | Учесници/Резултат | Учесници/Резултат | Учесници/Резултат | Место                   |
| ------------------ | --- | --- | --- | ----------------------- |
| 17. март 1894.     | Монтреал ХК | 2-3 | Монтреал викторијаси | Викторија Ринк          |
| 22. март 1894.     | Монтреал ХК | 3-1 | Отава ХК | Викторија Ринк          |
| 9. март 1895.      | Монтреал ХК | 5-1 | Квинс универзитет | Викторија Ринк          |
| 14. фебруар 1896.  | Винипег викторијаси | 2-0 | Монтреал викторијаси | Викторија Ринк          |
| 30. децембар 1896. | Монтреал викторијаси | 6-5 | Винипег викторијаси | Гранит Ринк, Винипег    |
| 27. децембар 1897. | Монтреал викторијаси | 15-2 | Отава капиталси | Викторија Ринк          |
| 15. фебруар 1899.  | Монтреал викторијаси | 2-1 | Винипег викторијаси | Монтреал Арена          |
| 18. фебруар 1899.  | Монтреал викторијаси | 3-2 | Винипег викторијаси | Монтреал Арена          |
| 14. март 1899.     | Монтреал шамрокси | 6-2 | Квинс универзитет | Монтреал Арена          |
| 12. фебруар 1900.  | Винипег викторијаси | 4-3 | Монтреал шамрокси | Монтреал Арена          |
| 14. фебруар 1900.  | Монтреал шамрокси | 3-2 | Винипег викторијаси | Монтреал Арена          |
| 16. фебруар 1900.  | Монтреал шамрокси | 5-4 | Винипег викторијаси | Монтреал Арена          |
| 5. март 1900.      | Монтреал шамрокси | 10-2 | Халифакс кресентси | Монтреал Арена          |
| 7. март 1900.      | Монтреал шамрокси | 11-0 | Халифакс кресентси | Монтреал Арена          |
| 29. јануар 1901.   | Винипег викторијаси | 4-3 | Монтреал шамрокси | Монтреал Арена          |
| 31. јануар 1901.   | Винипег викторијаси | 2-1 | Монтреал шамрокси | Монтреал Арена          |
| 21. јануар 1902.   | Винипег викторијаси | 5-3 | Торонто велингтонси | Винипег Аудиторијум     |
| 23. јануар 1902.   | Винипег викторијаси | 5-3 | Торонто велингтонси | Винипег Аудиторијум     |
| 13. март 1902.     | Винипег викторијаси | 1-0 | Монтреал ХК | Винипег Аудиторијум     |
| 15. март 1902.     | Монтреал ХК | 5-0 | Винипег викторијаси | Винипег Аудиторијум     |
| 17. март 1902.     | Монтреал ХК | 2-1 | Винипег викторијаси | Винипег Аудиторијум     |
| 29. јануар 1903.   | Монтреал ХК | 8-1 | Винипег викторијаси | Монтреал Арена          |
| 31. јануар 1903.   | Утакмица између Винипега и Монтреала је прекинута након 27:00 продужетка код резултата 2-2 због полицијског часа који је наступио у поноћ. Резултат је поништен а утакмица поновљена 2. фебруара.                                                                                         | Утакмица између Винипега и Монтреала је прекинута након 27:00 продужетка код резултата 2-2 због полицијског часа који је наступио у поноћ. Резултат је поништен а утакмица поновљена 2. фебруара.                                                                                         | Утакмица између Винипега и Монтреала је прекинута након 27:00 продужетка код резултата 2-2 због полицијског часа који је наступио у поноћ. Резултат је поништен а утакмица поновљена 2. фебруара.                                                                                         | Монтреал Арена          |
| 2. фебруар 1903.   | Винипег викторијаси | 4-2 | Монтреал ХК | Монтреал Арена          |
| 4. фебруар 1903.   | Монтреал ХК | 4-1 | Винипег викторијаси | Монтреал Арена          |
| 12. март 1903.     | Отава ХК | 6-2 | Рет Портејџ тистлеси | Деј Брадерс Ринк        |
| 14. март 1903.     | Отава ХК | 4-2 | Рет Портејџ тистлеси | Деј Брадерс Ринк        |
| 30. децембар 1903. | Отава ХК | 9-1 | Винипег РК | Абердин Павилион, Отава |
| 1. јануар 1904.    | Винипег РК | 6-2 | Отава ХК | Абердин Павилион, Отава |
| 4. јануар 1904.    | Отава ХК | 2-0 | Винипег РК | Абердин Павилион, Отава |
| 23. фебруар 1904.  | Отава ХК | 6-3 | Торонто марлбороси | Абердин Павилион, Отава |
| 25. фебруар 1904.  | Отава ХК | 11-2 | Торонто марлбороси | Абердин Павилион, Отава |
| 2. март 1904.      | Меч између Монтреал вондерерса и Отава ХК је прекинут након 5-5 на крају регуларног дела јер је Монтреал одбио да игра продужетак незадовољан суђењем. Одређено је да се одигра нови меч у Отави али је Монтреал и то одбио, због чега је дисквалификован а Отава проглашена победником.. | Меч између Монтреал вондерерса и Отава ХК је прекинут након 5-5 на крају регуларног дела јер је Монтреал одбио да игра продужетак незадовољан суђењем. Одређено је да се одигра нови меч у Отави али је Монтреал и то одбио, због чега је дисквалификован а Отава проглашена победником.. | Меч између Монтреал вондерерса и Отава ХК је прекинут након 5-5 на крају регуларног дела јер је Монтреал одбио да игра продужетак незадовољан суђењем. Одређено је да се одигра нови меч у Отави али је Монтреал и то одбио, због чега је дисквалификован а Отава проглашена победником.. | Монтреал Арена          |
| 9. март 1904.      | Отава ХК | 6-3 | Брендон вит ситиз | Абердин Павилион, Отава |
| 11. март 1904.     | Отава ХК | 9-3 | Брендон вит ситиз | Абердин Павилион, Отава |
| 13. јануар 1905.   | Отава ХК | 9-2 | Досон Сити нагетси | Деј Брадерс Ринк        |
| 16. јануар 1905.   | Отава ХК | 23-2 | Досон Сити нагетси | Деј Брадерс Ринк        |
| 7. март 1905.      | Рет Портејџ тистлеси | 9-3 | Отава ХК | Деј Брадерс Ринк        |
| 9. март 1905.      | Отава ХК | 4-2 | Рет Портејџ тистлеси | Деј Брадерс Ринк        |
| 11. март 1905.     | Отава ХК | 5-4 | Рет Портејџ тистлеси | Деј Брадерс Ринк        |
| 27. фебруар 1906.  | Отава ХК | 16-7 | Квинс универзитет | Деј Брадерс Ринк        |
| 28. фебруар 1906.  | Отава ХК | 12-7 | Квинс универзитет | Деј Брадерс Ринк        |
| 6. март 1906.      | Отава ХК | 6-5 | Смитс Фолс | Деј Брадерс Ринк        |
| 8. март 1906.      | Отава ХК | 8-2 | Смитс Фолс | Деј Брадерс Ринк        |
| 14. март 1906.     | Монтреал вондерерси | 9-1 | Отава ХК | Монтреал Арена          |
| 17. март 1906.     | Отава ХК | 9-3 | Монтреал вондерерси | Деј Брадерс Ринк        |
| 27. децембар 1906. | Монтреал вондерерси | 10-3 | Њу Глазгов кабси | Монтреал Арена          |
| 29. децембар 1906. | Монтреал вондерерси | 7-2 | Њу Глазгов кабси | Монтреал Арена          |
| 17. јануар 1907.   | Кенора тистлеси | 4-2 | Монтреал вондерерси | Монтреал Арена          |
| 21. јануар 1907.   | Кенора тистлеси | 8-6 | Монтреал вондерерси | Монтреал Арена          |
| 16. март 1907.     | Кенора тистлеси | 8-6 | Брендон вит ситиз | Винипег Аудиторијум     |
| 18. март 1907.     | Кенора тистлеси | 4-1 | Брендон вит ситиз | Винипег Аудиторијум     |
| 23. март 1907.     | Монтреал вондерерси | 7-2 | Кенора тистлеси | Винипег Аудиторијум     |
| 25. март 1907.     | Кенора тистлеси | 6-5 | Монтреал вондерерси | Винипег Аудиторијум     |
| 9. јануар 1908.    | Монтреал вондерерси | 9-3 | Отава викторијаси | Монтреал Арена          |
| 13. јануар 1908.   | Монтреал вондерерси | 13-1 | Отава викторијаси | Монтреал Арена          |
| 10. март 1908.     | Монтреал вондерерси | 11-5 | Винипег мејпл лифси | Монтреал Арена          |
| 12. март 1908.     | Монтреал вондерерси | 9-3 | Винипег мејпл лифси | Монтреал Арена          |
| 14. март 1908.     | Монтреал вондерерси | 6-4 | Торонто прос ХК | Монтреал Арена          |
| 28. децембар 1908. | Монтреал вондерерси | 7-3 | Едмонтон ХК | Монтреал Арена          |
| 30. децембар 1908. | Едмонтон ХК | 7-6 | Монтреал вондерерси | Монтреал Арена          |
| 5. јануар 1910.    | Отава ХК | 12-3 | Галт ХК | Деј Брадерс Ринк        |
| 7. јануар 1910.    | Отава ХК | 3-1 | Галт ХК | Деј Брадерс Ринк        |
| 18. јануар 1910.   | Отава ХК | 8-4 | Едмонтон ХК | Деј Брадерс Ринк        |
| 20. јануар 1910.   | Отава ХК | 13-7 | Едмонтон ХК | Деј Брадерс Ринк        |
| 12. март 1910.     | Монтреал вондерерси | 7-3 | Берлин дачмени | Јубили Ринк, Монтреал   |
| 13. март 1911.     | Отава ХК | 7-4 | Галт ХК | Деј Брадерс Ринк        |
| 16. март 1911.     | Отава ХК | 14-4 | Порт Артур беркетси | Деј Брадерс Ринк        |
| 11. март 1912.     | Квебек булдогси | 9-3 | Монктон викторијаси | Квебек Скејтинг Ринк    |
| 13. март 1912.     | Квебек булдогси | 8-0 | Монктон викторијаси | Квебек Скејтинг Ринк    |
| 8. март 1913.      | Квебек булдогси | 14-3 | Сиднеј милионерси | Квебек Скејтинг Ринк    |
| 10. март 1913.     | Квебек булдогси | 6-2 | Сиднеј милионерси | Квебек Скејтинг Ринк    |
| 7. март 1914.      | Монтреал канадијанси | 2-0 | Торонто блу ширтси | Монтреал Арена          |
| 11. март 1914.     | Торонто блу ширтси | 6-0 | Монтреал канадијанси | Гарденс Арена           |
| 14. март 1914.     | Торонто блу ширтси | 5-2 | Викторија аристократси | Гарденс Арена           |
| 17. март 1914.     | Торонто блу ширтси | 6-5 | Викторија аристократси | Гарденс Арена           |
| 19. март 1914.     | Торонто блу ширтси | 2-1 | Викторија аристократси | Гарденс Арена           |

## Занимљивости
У сезони 1894/95 десило се да су Монтреал викторијаси, нови шампиони АХАЦ лиге, освојили куп након меча изазивача у коме уопште нису ни учествовали. Наиме, Монтреал ХК је био актуелни бранилац купа али није успео да освоји прво место на табели АХАЦ лиге. Инициран је дуел изазивача од стране шампиона ОХА лиге, екипе Квинс универзитета. У мечу изазивача одиграном 9. марта 1895. године Монтреал ХК (АХАЦ) је победио Квинс универзитет (ОХА) са 5-1 чиме је куп припао представнику АХАЦ лиге а пошто су Викторијаси били њени шампиони за ту сезону, Стенлијев трофеј је додељен њима уместо победнику овог меча.

## Табела учесника
| Клуб                        | Д  | П  | И | %     |
| --------------------------- | -- | -- | - | ----- |
| Отава ХК                    | 19 | 17 | 2 | 89.5  |
| Монтреал вондерерси         | 12 | 10 | 2 | 83.3  |
| Винипег викторијаси         | 11 | 6  | 5 | 54.5  |
| Монтреал викторијаси        | 8  | 6  | 2 | 75.0  |
| Монтреал шамрокси           | 6  | 5  | 1 | 83.3  |
| Монтреал ХК                 | 5  | 5  | 0 | 100.0 |
| Квебек булдогси             | 4  | 4  | 0 | 100.0 |
| Рет Портејџ/Кенора Тистлеси | 5  | 2  | 3 | 40.0  |
| Торонто блуширтси           | 2  | 2  | 0 | 100.0 |
| Квинс универзитет           | 3  | 0  | 3 | 0.0   |
| Брендон вит ситиз           | 2  | 0  | 2 | 0.0   |
| Едмонтон ХК                 | 2  | 0  | 2 | 0.0   |
| Галт ХК                     | 2  | 0  | 2 | 0.0   |
| Винипег мејпл лифси         | 2  | 0  | 2 | 0.0   |

(Легенда: Д-дуели, П-победе, И-изгубљени. %-проценат победа)
Наредних 16 клубова забележило је само по један неуспешан изазов: Берлин дачмени, Досон Сити нагетси, Халифакс кресентси, Монктон викторијаси, Монтреал канадијанси, Њу Глазгов кабси, Отава капиталси, Отава викторијаси, Порт Артур беркетси, Смитс Фолс, Сиднеј милионерси, Торонто ХК, Торонто марлбороси, Торонто велингтонси, Викторија аристократси и Винипег РК (веслачки клуб).